# 1321
1321 (MCCCXXI) je bilo navadno leto, ki se je po julijanskem koledarju začelo na četrtek.

## Dogodki

### Preplah pred gobavci
- maj-junij - Preplah pred gobavci: po Aragoniji in Okcitaniji se razširi preplah pred gobavci, ki naj bi po splošnem prepričanju po ukazu judov in španskih muslimanov zastrupljali vodnjake in s tem širili gobavost med krščanskim prebivalstvom. Pogrome proti gobavcem vodijo lokalne oblasti.

- 2. junij - Majorški kralj Sančo, ki ima hkrati posesti v južni Franciji, obvesti o dogajanju v zvezi z gobavci svojega bratranca, aragonskega kralja Jakoba II., ki opozorila sprva ignorira. Še isti teden prispe čez Pirenje prvi val gobavih beguncev iz južne Francije.
- 21. junij - Francoski kralj Filip V. izda ukaz o aretaciji vseh gobavcev, zaplembi njihovega imetja in inkvizicijski preiskavi z mučenjem. Vse spoznane za krive pa naj nato sežejo na grmadi. Večina francoskih vazalov in lokalnih veljakov si je določbo o zaplembi imetja razlagala po svoje in je raje kot kraljevo zakladnico polnila lastne žepe z imetjem preganjanih gobavcev.
- 27. junij - Aragonski kralj Jakob II. ob množici gobavih beguncev in negodovanju podanikov drastično spremeni odnos do gobavcev. Po francoskem vzoru  množično aretira gobavce, zapleni njihovo imetje in vzpostavi inkvizicijska sodišča. Preganjanje razširi še na vse tujce v Aragoniji.[1] Znake gobavosti namreč ugotavljajo laiki. 1322  ↔

### Vojna proti Despenserjema, Anglija
- Angleški plemič Thomas, 2. grof Lancaster, zbere koalicijo kambro-normanskih plemičev in jo povede v vojno proti nepriljubljenima kraljevima dvornikoma  Despenserju starejšemu in Mlajšemu. Slednji si je namreč neupravičeno prilastil večino Valižanske marke v škodo ostalih kambro-normanskih plemičev. Uporni baroni postavijo kralju Edvardu II. ultimat, da oba Despenserja izžene iz Anglije. Kralj, nasprotno, izenači napad na Despenserja z napadom na krono, kar je veleizdaja (Lèse-majesté).
- julij - Vojska upornih baronov pod vodstvom grofa Marcha Rogerja Mortimerja se odpravijo nad London. Londončani jim zapro vrata in baroni prično mesto oblegati. S Temze obleganje ovira Despenser mlajši.
- V spor poseže Edvardova soproga in kraljica Izabela Francoska, ki javno izsili od Edvarda II., da izžene oba Despenserja. Kraj Edvard II. to tudi stori, vendar s figo v žepu. Izgon Despenserjev zagotovi začasni mir, a se obe strani intenzivno pripravljata na vojno.
- oktober - Kraljica Izabela se poda na romarsko pot v Canterbury. Spotoma se ustavi pred gradom Leeds, ki je v rokah enega od upornikov. Le-ta je začasno odsoten, grad pa vodi njegova soproga, ki zavrne kraljico z njenim spremstvom. Kraljici Izabeli uspe izsiliti casus belli, zato ji na pomoč pride soprog Edvard II. in kraljici podeli regentska pooblastila. Grad Leeds pade še isti mesec, "zavrnjeni" kraljici Izabeli pa uspe na stran rojalistov prepričati nekaj upornih baronov.
- Kambro-normanski uporni baroni imajo tudi težave v Walesu, kjer se svojim z vojno prezaposlenim gospodarjem uprejo podrejeni Valižani. Edvard II. to izkoristi za pozicioniranje invazijske armade na mejah Walesa. 1322 ↔

### Ostalo
- 18. marec - Smrt madžarskega oligarha Mateja Žaka, ki je vladal severozahodnemu delu Madžarske, je v veliko olajšanje kralju Karlu I.. Žaka sicer nasledi bratranec Štefan Sternberg, ki pa ne more zaustaviti invazijske armade Karla I.
- 1. julij - Umre kastiljska kraljica in regentinja Maria de Molina, ki je vladala v imenu vnuka Alfonza XI.. Kraljevina Kastilija se znajde v političnem mrtvilu in postane plen oligarhov, vsaj dokler mladoletni kralj Alfonz XI. ne postane polnoleten. 1325 ↔
- 29. oktober - Umrlega srbskega kralja Štefana Nemanjiča nasledi sin Štefan Dečanski. Enako se za (proti)kralja krona njegov polbrat Štefan Konstantin, čemur sledi državljanska vojna. 1322 ↔
- Umrlega sardinskega vladarja Arboreje Marijana III. nasledi sin Hugo II.. Marijan III. je bil sicer poročen na daljavo, vendar zakona ni konzumiral. Šest otrok, vključno z naslednikom Hugom II., pa izvira iz zunajzakonskega razmerja z življenjsko partnerko.
- Sodišče rimske kurije odloči, da morajo križniki Poljski vrniti Pomorjansko in plačati odškodnino, vendar se križniki na zahtevo ne odzovejo. 1326 ↔
- Peloponez, Grčija: napolitanski princ, vojvoda Drača in ahajski knez Ivan Anžujski izžene svojo soprogo, ahajsko kneginjo Matildo Hainauško, ki jo je leta 1318 ugrabil in na silo poročil. Matilda namreč ne prizna veljavnosti zakona in se skrivoma poroči z nekim manjšim neapeljskim plemičem.
- Trakija: bizantinski so-cesar Andronik III. Paleolog pobegne pred razjarjenim dedkom in cesarjem Andronikom II., ki ga je razlastil. Svoje podpornike najde v Trakiji in Makedoniji, od koder začne vladati kot proti-cesar. 1322 ↔
- Papež Janez XXII. izobči sicilskega kralja Friderika III. in postavi otok pod interdikt. Da bi obšel izobčenje, je za novega kralja kronan sin Peter II., vendar dejansko oblast obdrži njegov oče. 1335 ↔
- Okcitanija: nasilni inkvizicijski pregon škofa Pamiersa Jacquesa Fournierja doseže epilog. Na grmadi je sežgan zadnji katarski škof Guillaume Bélibaste.
- Beneški frančiškanski misijonar Odorik iz Pordenoneja, ki potuje na Kitajsko, se ustavi v Indiji, kjer preživi naslednja tri leta. 1324 ↔
- SRC: Bochum dobi mestne pravice.

## Rojstva
- 5. februar - Ivan II. Paleolog, markiz Montferrata († 1372)
- 5. julij - Ivana Angleška, škotska kraljica († 1362)

Neznan datum
- Al-Mansur Abu Bakr, mameluški egiptovski sultan († 1341)
- Ibn Džuzaj, monaški literat († 1357)
- Ivan III. Veliki Komnen, trapezuntski cesar († 1362)
- Jakob I., aragonski princ, grof Urgella († 1347)

## Smrti
- 12. januar - Marija Brabantska, francoska kraljica (* 1254)
- 18. marec - Matej Žak, madžarski palatinski grof, oligarh (* 1260)
- 17. april - Branka Portugalska, princesa, redovnica (* 1259)
- 27. april - Nicolò Albertini, italijanski kardinal in državnik, gvelf (* 1250)
- 31. maj - Birger Magnusson, švedski kralj (* 1280)
- 1. julij - Maria de Molina, kastiljska kraljica, regentinja (* 1264)
- 14. september - Dante Alighieri, italijanski pesnik (* 1265)
- 29. oktober - Štefan Milutin, srbski kralj (* 1253)

Nezna datum
- Guillaume Bélibaste, francoski katarski škof
- Ibn al-Banna, maroški matematik, astronom, sufi (* 1256)
- Marijan III., sardinski vladar Arboreje
- Pierre Dubois, francoski protiklerikalni publicist (* 1255)
- Yunus Emre, turški pesnik, mistik (* 1240)